# Stick to Me
Stick to Me är ett musikalbum av Graham Parker and The Rumour lanserat 1977. Detta var gruppens tredje studioalbum. Albumet blev inte alls som Parker hade tänkt sig då masterbanden blev förstörda av oxid. Gruppen tvingades därför snabbt att spela in alla albumets låtar på nytt med Nick Lowe som producent. 

## Låtlista
(alla låtar skrivna av Graham Parker, utom spår 2, skrivet av Earl Randle)
1. "Stick to Me" – 3:29
2. "I'm Gonna Tear Your Playhouse Down" – 3:26
3. "Problem Child" – 3:25
4. "Soul on Ice" – 3:01
5. "Clear Head" – 2:58
6. "The New York Shuffle" – 2:58
7. "Watch the Moon Come Down" – 4:49
8. "Thunder and Rain" – 3:15
9. "The Heat in Harlem" – 7:00
10. "The Raid" – 2:39

## Listplaceringar
- UK Albums Chart, Storbritannien: #19[1]
- Topplistan, #29[2]

## Fotnoter
1. ↑  http://www.officialcharts.com/artist/16106/graham-parker-and-the-rumour/
2. ↑  http://www.swedishcharts.com/showitem.asp?interpret=Graham+Parker+%26+The+Rumour&titel=Stick+To+Me&cat=a